# ID!OTS
ID!OTS is een Belgische punk/rockband die in 2012 werd opgericht. Dick Descamps en Luc Dufourmont speelden eerder samen bij de Ugly Papas.
De 250 vinyl-exemplaren van het debuutalbum ID!OTS uit 2014 werden op één dag verkocht tijdens Record Store Day. Het album werd ook als reguliere CD uitgebracht.
In 2016 verscheen het tweede album Id!ots 2 uit. De videoclip voor de single BacKK werd gemaakt door Gunther Lamoot.
Voor Record Store Day 2017 nam de band een exclusief mini-album op met drie nummers, waaronder een cover van het kinderliedje On Top Of Spaghetti uit de Muppet Show.
De band speelde onder meer op Leffingeleuren.

## Discografie
- 2014 ID!OTS
- 2016 ID!OTS II (Waste My Records)